# Demi-district de Rarogne occidental
Le demi-district de Rarogne occidental, appelé en allemand Westlich Raron et dont Rarogne est le chef-lieu, est un demi-district du canton du Valais en Suisse.

## Liste des communes
Voici la liste des communes composant le demi-district avec, pour chacune, sa population.
| Nom           | N° OFS | Population (décembre 2023) |
| ------------- | ------ | -------------------------- |
| Ausserberg    | 6191   | +000637,                   |
| Blatten       | 6192   | +000303,                   |
| Bürchen       | 6193   | +000766,                   |
| Eischoll      | 6194   | +000453,                   |
| Ferden        | 6195   | +000253,                   |
| Kippel        | 6197   | +000331,                   |
| Niedergesteln | 6198   | +000750,                   |
| Rarogne       | 6199   | +002 002,                  |
| Steg-Hohtenn  | 6204   | +001 691,                  |
| Unterbäch     | 6201   | +000483,                   |
| Wiler         | 6202   | +000539,                   |
| Total         | Total  | +008 208,                  |